# 1996-os cannes-i filmfesztivál
A 49. Cannes-i Nemzetközi Filmfesztivál 1996. május 9. és 20. között került megrendezésre, Francis Ford Coppola amerikai filmrendező elnökletével. A hivatalos versenyprogramban 22 nagyjátékfilm és 12 rövidfilm szerepelt; az Un certain regard szekcióban 25, míg versenyen kívül 7 alkotást vetítettek. A párhuzamos rendezvények Kritikusok Hete szekciójában 7 nagyjátékfilmet és 7 rövidfilmet mutattak be, a Rendezők Kéthete elnevezésű szekció keretében pedig 24 nagyjátékfilm és 5 kisfilm vetítésére került sor. A filmes seregszemle vetítésein 31 ország alkotása volt látható; 71 ország 3325 újságíróját akkreditálták, s a rendezvényeken 90 ország mintegy 28 672 filmese jelent meg.

## Az 1996. évi fesztivál

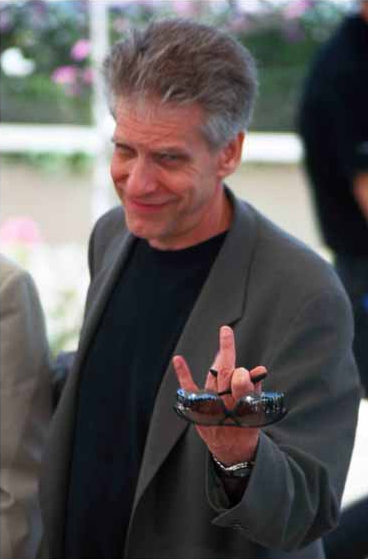
David Cronenberg Cannes-ban (2002)

A fesztivált a francia Rizsporos intrikák nyitotta, amelyet rekord összegért vásárolt meg a Miramax amerikai forgalmazásra; ahonnan egyébként a filmesek nagy számban maradtak távol a rendezvénytől; különösen a függetlenek, átengedve helyüket Spike Lee és Robert Altman nem éppen legkiválóbb alkotásainak. Kivételt képeztek a Coen fivérek akik ez alkalommal is remekművel érkeztek.

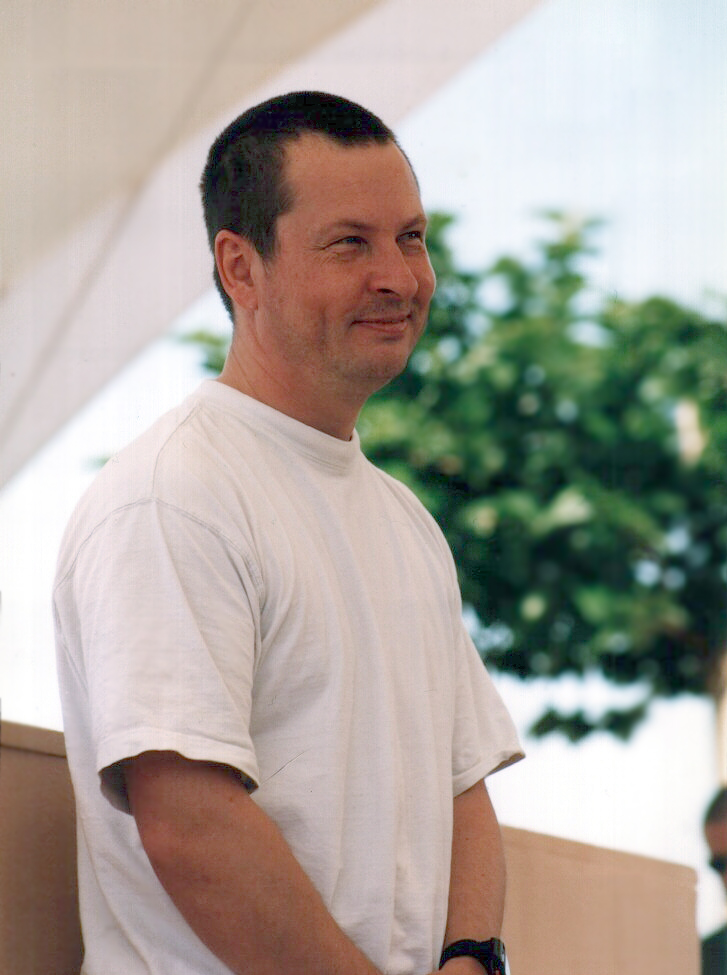
Lars von Trier, a nagydíj nyertese

A filmek fő témája a szerelem, annak minden formájában. A döntést illetően a kétszeres arany pálmás Coppola vezette zsűri nehéz helyzetbe került, mivel három kiváló alkotás is esélyes volt a fődíjra: a Fargo, a Hullámtörés, valamint a Titkok és hazugságok. Az Arany Pálmát végül is ez utóbbi vitte el, a Hullámtörés a zsűri nagydíját kapta, míg a Fargo rendezője, Joel Coen a legjobb rendezés díját vehette át. Leigh filmje teljes improvizáció, még igazi forgatókönyv sem készült; a Coen fivérek alkotása igazi kesernyés fekete humort mutat fel. A három alkotás közül a közel három órás Hullámtörés váltotta ki a legnagyobb vitát, mind a filmkritikusok, mind a nézők körében. Egyesek szerint erotikus-misztikus sikamlós történetet dolgoz fel, ami a puritán rendezőt gátlásossá tette, mások viszont azt állították, hogy felfokozott érzelmeket bemutató lírai mestermű, melyet a folyamatosan mozgó kamera még hangsúlyossá tesz. A kialakult vita hatására a rendező, Lars von Trier, az utolsó pillanatban lemondta cannes-i útját; kimerítette az öt hónapos forgatás, túlságosan fáradt, ideges, aggodalmaskodó lett.

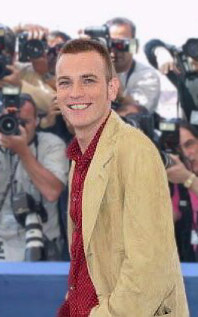
McGregor a 2001-es cannes-i filmfesztiválon

A zsűri különdíját David Cronenberg Karambol című filmdrámájának ítélték. A legjobb női alakítás díját Brenda Blethyn kapta (Titkok és hazugságok), a legjobb férfi alakításét pedig megosztva vehette át az És a nyolcadik napon... két főszereplője, Pascal Duquenne és Daniel Auteuil. A legjobb forgatókönyv díjával illették a főhős előadott és valós történetét párhuzamosan bemutató francia vígjátékot, a Csinálj magadból hőst. Versenyen kívül vetített alkotás, a Földünket egyedi módon, különös kameraállásból bemutató francia-svájci-olasz természetfilm, a Mikrokozmosz – Füvek népe nyerte a technikai nagydíjat.

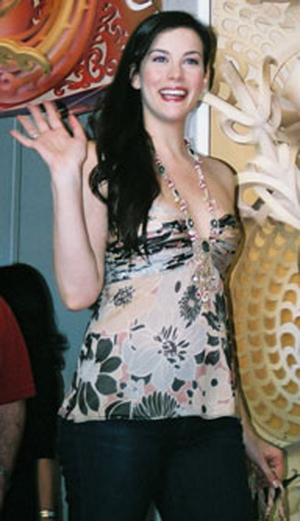
Liv Tyler (2004)

A fesztivál ügyeletes filmcsillagja, a Lopott szépség főszereplője, Liv Tyler volt. Ismeretlenként érkezett Cannes-ba, ám sztárként utazott haza a briliáns színészi képességeket (és nem utolsósorban meztelenségét) bemutató Ewan McGregor (Párnakönyv, valamint Trainspotting). Ez évben is sikert aratott Fanny Ardant a Rizsporos intrikák női főszereplője. Utoljára vonult fel a „dicsőség huszonnégy lépcsőfokán” a már beteg Marcello Mastroianni, lányával, Chiarával az oldalán, akivel együtt szerepelt a portugál-francia koprodukcióban készült Három élet, egy halál című vígjátékban. Emlékezetes alakítást láthattak a fesztivállátogatók James Spader, Holly Hunter és Rosanna Arquette (Karambol), valamint Carla Bruni nővére, Valeria Bruni Tedeschi részéről (A második alkalom). Daniel Auteuil kevésbé szerepelt jól Catherine Deneuve partnereként a Tolvajokban, mint És a nyolcadik napon... című filmben. Ez utóbbi film két díjazott férfi főszereplőjén kívül emlékezetes alakítást nyújtott Miou-Miou is. Saját rendezésű filmben volt látható Al Pacino Alec Baldwinnal (Richárd nyomában), valamint Spike Lee, Madonnával és John Turturróval (Girl 6 - A hatodik hang).
A Rendezők Kéthete szekcióban volt a világpremierje Kitano Takesi A kölykök visszatérnek című filmdrámájának. A rendezvény legnagyobb felfedezettje a francia elsőfilmes rendezőnő, Sandrine Veysset volt, Lesz-e hó karácsonykor? című filmdrámájával. (1996-ban e filmjéért megkapta a legnagyobb francia filmes elismerést, a Louis Delluc-díjat.) A mezőnyből kiemelkedett a bolgár Szergej Bodrov A kaukázusi fogoly, a belga Jean-Pierre és Luc Dardenne testvérpáros Az ígéret, a francia Yvon Marciano A selyem sikolya, az amerikai Arthur Penn A vallatás, a brit Michael Winterbottom Lidércfény, valamint a grúz Nana Dzsordzsadze A szerelmes szakács 1001 receptje című alkotása.
A magyar filmművészetet ebben az évben nem képviselte alkotás a nagyjátékfilmek versenyében; viszont rendkívül sikeresen szerepelt Iványi Marcell hatperces, egy snittből álló, szöveg nélküli fekete-fehér kisfilmje, a Szél, amely elnyerte a legjobb rövidfilmnek járó Arany Pálmát. A Rendezők Kéthete szekcióban két magyar alkotás mutatkozhatott be: Gothár Péter magyar-orosz koprodukcióban készített filmszatírája, a Haggyállógva, Vászka, valamint Elek Judit dokumentumfilmje a Mondani a mondhatatlant – Elie Wiesel üzenete. A fesztiválra kiutazott hivatalos magyar filmdelegáció tagjai Iványi Marcell és Elek Judit voltak. Magyar vonatkozásként említhető, hogy a legjobb forgatókönyv díját elnyerő Csinálj magadból hőst főszerepét az apai ágon magyar felmenőkkel bíró fiatal francia színész-forgatókönyvíró-rendező, Mathieu Kassovitz játszotta. Az Un certain regard szekcióban vetített amerikai Bastard Out of Carolina vágója Gárdos Éva volt, a kanadai Lulu operatőre pedig Paul Sarossy.
1996-ban újabb tömegtájékoztatási eszköz kapcsolódott a fesztivál tudósítóinak sorába: ez évben 10 internetes portál újságíróját akkreditálták.

## Zsűri

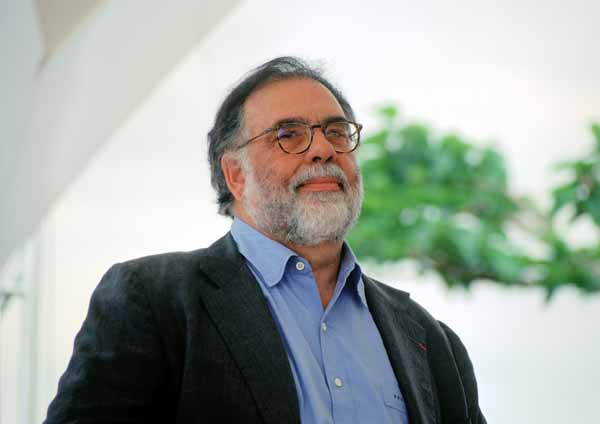
Francis Ford Coppola, a zsűri elnöke

### Versenyprogram
- Francis Ford Coppola, filmrendező –  Amerikai Egyesült Államok – a zsűri elnöke
- Anh Hung Tran, filmrendező –  Franciaország
- Antonio Tabucchi, író –  Olaszország
- Atom Egoyan, filmrendező –  Kanada
- Greta Scacchi, filmkritikus –  Olaszország
- Henry Chapier, filmkritikus –  Franciaország
- Isioka Eiko jelmeztervező –  Japán
- Krzysztof Piesiewicz, forgatókönyvíró –  Lengyelország
- Michael Ballhaus, operatőr –  Németország
- Nathalie Baye, színésznő –  Franciaország

### Arany Kamera
- Daniel Schmid, filmrendező –  Svájc – a zsűri társelnöke
- Françoise Fabian, színész –  Franciaország – a zsűri társelnöke
- Antoine Simkine, filmproducer, a francia Nemzeti Iparszövetség képviselője –  Franciaország
- Gian Luca Farinelli, filmkedvelő –  Olaszország
- Ramón Font, filmkritikus –  Spanyolország
- Sandrine Gady, cannes-i filmkedvelő –  Franciaország

## Hivatalos válogatás

### Nagyjátékfilmek versenye
- Breaking the Waves (Hullámtörés)[5] – rendező: Lars von Trier
- Comment je me suis disputé... (ma vie sexuelle) (Összeveszésem története...) – rendező: Arnaud Desplechin
- Crash (Karambol) – rendező: David Cronenberg
- Fargo – rendező: Joel Coen
- Feng jüe (風月, Feng yue) (Csábító hold) – rendező: Chén Kǎigē (Csen Kaj-ko)
- Kansas City – rendező: Robert Altman
- Kauas pilvet karkaavat (Gomolygó felhők) – rendező: Aki Kaurismäki
- La seconda volta (A második alkalom) – rendező: Mimmo Calopresti
- Le huitième jour (És a nyolcadik napon...) – rendező: Jaco van Dormael
- Les voleurs (Tolvajok) – rendező: André Téchiné
- Nan kuo caj csien, nan kuo (南國再見，南國, Nan guo zai jian, nan guo) – rendező: Hou Hsziao-hszien (侯孝賢, Hou Hsiao-hsien)
- Po di Sangui – rendező: Flora Gomes
- Prea târziu (Már késő) – rendező: Lucian Pintilie
- Ridicule (Rizsporos intrikák) – rendező: Patrice Leconte
- Secrets & Lies (Titkok és hazugságok) – rendező: Mike Leigh
- Stealing Beauty (Lopott szépség) – rendező: Bernardo Bertolucci
- The Quiet Room (A csendes szoba) – rendező: Rolf de Heer
- The Sunchaser (Hajsza a Nap nyomában) – rendező: Michael Cimino
- The Van (A furgon) – rendező: Stephen Frears
- Tierra (Földön egy angyal) – rendező: Julio Medem
- Trois vies & une seule mort (Három élet, egy halál) – rendező: Raoul Ruiz
- Un héros très discret (Csinálj magadból hőst) – rendező: Jacques Audiard

### Nagyjátékfilmek versenyen kívül
- Flirting with Disaster (Gyagyás család)[5] – rendező: David O. Russell
- Girl 6 (Girl 6 – A hatodik hang) – rendező: Spike Lee
- Il giorno della prima di Close Up – rendező: Nanni Moretti
- Le affinità elettive (Vonzások és választások) – rendező: Paolo és Vittorio Taviani
- Microcosmos: Le peuple de l'herbe (Mikrokozmosz – Füvek népe) – rendező: Claude Nuridsany és Marie Pérennou
- Runaway Brain – rendező: Chris Bailey
- Trainspotting – rendező: Danny Boyle

### Un Certain Regard
- Bastard Out of Carolina – rendező: Anjelica Huston
- Buenos Aires Vice Versa – rendező: Alejandro Agresti
- Compagna di viaggio (Az én útitársnőm)[5] – rendező: Peter Del Monte
- Conte d'été (A nyár meséje) – rendező: Éric Rohmer
- Cwał (Vágta) – rendező: Krzysztof Zanussi
- Few of Us (Kevesen vagyunk) – rendező: Šarūnas Bartas
- Fourbi – rendező: Alain Tanner
- Gabbeh – rendező: Mohsen Makhmalbaf
- Haifa (Haifa – Az élet) – rendező: Rashid Masharawi
- I Shot Andy Warhol (Én lőttem le Andy Warholt) – rendező: Mary Harron
- Irma Vep (Irma Vep) – rendező: Olivier Assayas
- La bouche de Jean-Pierre – rendező: Lucile Hadžihalilović
- Looking for Richard (Richárd nyomában) – rendező: Al Pacino
- Love Serenade (Szerelmi szerenád) – rendező: Shirley Barrett
- Lulu – rendező: Srinivas Krishna
- Mossane – rendező: Safi Faye
- No way to forget – rendező: Richard Frankland
- Pasts – rendező: Laila Pakalniņa
- Pramis – rendező: Laila Pakalniņa
- Some Mother's Son (Őt is anya szülte) – rendező: Terry George
- Sydney (A szerencse zsoldosai) – rendező: Paul Thomas Anderson
- The Pallbearer (Julie DeMarco) – rendező: Matt Reeves
- The Pillow Book (Párnakönyv) – rendező: Peter Greenaway
- The Waste Land – rendező: Deborah Warner
- Un samedi sur la Terre (Szombaton történt) – rendező: Diane Bertrand

### Rövidfilmek versenye
- 4 maneras de tapar un hoyo – rendező: Jorge Villalobos és Guillermo Rendón
- Attraktsion – rendező: Alekszej Gyomin
- The Beach – rendező: Dorthe Scheffmann
- Brooms (Seprűk) – rendező: Luke Cresswell és Steve McNicholas
- Film Noir – rendező: Michael Liu
- Oru Neenda Yathra – rendező: Murali Nair
- Passeio com Johnny Guitar – rendező: João César Monteiro
- Petite sotte – rendező: Luc Otter
- Sin #8 – rendező: Barbara Heller
- Small Deaths (Kis halálok) – rendező: Lynne Ramsay
- Szél – rendező: Iványi Marcell
- This Film Is a Dog – rendező: Jonathan Ogilvie

## Párhuzamos rendezvények

### Kritikusok Hete

#### Nagyjátékfilmek
- Csun hua meng lu (春花夢露, Chun hua meng lu) – rendező: Lin Cseng-seng (林正盛, Lin Cheng-sheng)
- Les aveux de l’innocent – rendező: Jean-Pierre Améris
- Mi último hombre – rendező: Tatiana Gaviola
- Sous-sol – rendező: Pierre Gang
- The daytrippers (Kiruccanók) – rendező: Greg Mottola
- The empty mirror – rendező: Barry J. Hershey
- Yuri – rendező: Jang Jun-ho (양윤호, Yang Yun-ho)

#### Rövidfilmek
- Derrière le bureau d’acajou – rendező: Johannes S. Nilsson
- La grande migration – rendező: Iouri Tcherenkov
- La tarde de un matrimonio de clase media – rendező: Fernando León
- Le réveil (Az ébredés) – rendező: Marc-Henri Wajnberg
- Planet man – rendező: Andrew Bancroft
- The slap – rendező: Tamara Hernandez
- Une robe d’été (Nyári ruha) – rendező: François Ozon

### Rendezők Kéthete

#### Nagyjátékfilmek
- A toute vitesse – rendező: Gaël Morel
- Beautiful Thing (Csodálatos dolog) – rendező: Hettie Macdonald
- Encore (Még) – rendező: Pascal Bonitzer
- Flame (Láng) – rendező: Ingrid Sinclair
- Haggyállógva, Vászka – rendező: Gothár Péter
- Inside (A vallatás) – rendező: Arthur Penn
- Jeunesse sans Dieu – rendező: Catherine Corsini
- Jude (Lidércfény) – rendező: Michael Winterbottom
- Kavkazskij plennik (A kaukázusi fogoly) – rendező: Szergej Bodrov
- Kizzu ritan (A kölykök visszatérnek)[6] – rendező: Kitano Takesi
- La Promesse (Az ígéret) – rendező: Jean-Pierre és Luc Dardenne
- Le cri de la soie (A selyem sikolya) – rendező: Yvon Marciano
- Shekvarebuli kulinaris ataserti retsepti (A szerelmes szakács 1001 receptje) – rendező: Nana Dzsordzsadze
- Lone Star (Lone Star – Ahol a legendák születnek) – rendező: John Sayles
- Macadam Tribu – rendező: José Laplaine
- Mondani a mondhatatlant – Elie Wiesel üzenete – rendező: Elek Judit
- Oedipo alcalde – rendező: Jorge Alí Triana
- Parfait amour ! (Tökéletes szerelem) – rendező: Catherine Breillat
- Pasajes – rendező: Daniel Calparsoro
- Salut cousin ! – rendező: Merzak Allouache
- Sélect Hôtel – rendező: Laurent Bouhnik
- Trees Lounge (Bárbajnokok) – rendező: Steve Buscemi
- Layla Lavan[7] – rendező: Arnon Zadok
- Y’aura t’il de la neige à Noël ? (Lesz-e hó Karácsonykor?) – rendező: Sandrine Veysset

#### Rövidfilmek
- La Faim – rendező: Siegfried
- La Fille et l'amande – rendező: Bénédicte Brunet
- Vacances à Blériot – rendező: Bruno Bontzolakis
- Virage Nord – rendező: Sylvain Labrosse

## Díjak

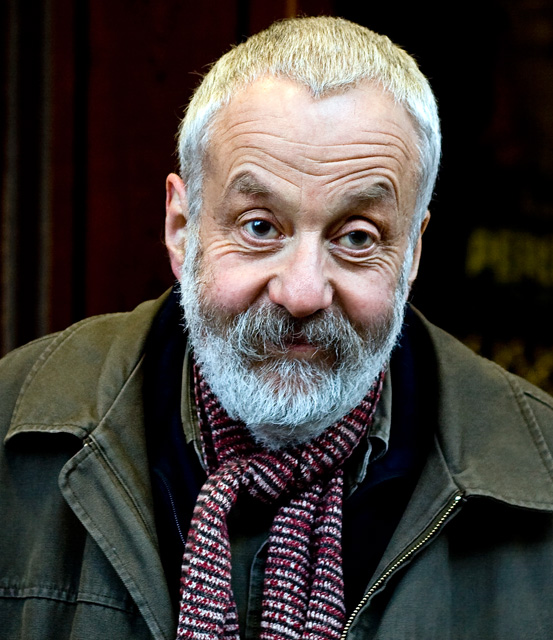
Mike Leigh (2008)

### Nagyjátékfilmek
- Arany Pálma: Secrets & Lies (Titkok és hazugságok)[5] – rendező: Mike Leigh
- A zsűri különdíja: Crash (Karambol) – rendező: David Cronenberg
- Nagydíj: Breaking the Waves (Hullámtörés) – Lars von Trier
- Legjobb rendezés díja: Fargo – rendező: Joel Coen
- Legjobb női alakítás díja: Brenda Blethyn – Secrets & Lies (Titkok és hazugságok)
- Legjobb férfi alakítás díja:
  - Daniel Auteuil – Le huitième jour (És a nyolcadik napon...)
  - Pascal Duquenne – Le huitième jour (És a nyolcadik napon...)
- Legjobb forgatókönyv díja: Un héros très discret (Csinálj magadból hőst) – forgatókönyvíró: Jacques Audiard és Alain Le Henry

### Rövidfilmek
- Arany Pálma (rövidfilm): Szél – rendező: Iványi Marcell
- A zsűri díja (rövidfilm): Small Deaths (Kis halálok) – rendező: Lynne Ramsay

### Arany Kamera
- Arany Kamera: Love Serenade (Szerelmi szerenád) – rendező: Shirley Barrett

### Egyéb díjak
- Technikai nagydíj: Microcosmos: Le peuple de l'herbe (Mikrokozmosz – Füvek népe) – rendezők és operatőrök: Claude Nuridsany és Marie Pérennou
- Ökumenikus zsűri díja: Secrets & Lies (Titkok és hazugságok) – rendező: Mike Leigh
- Ökumenikus zsűri külön dicsérete:
  - Csun hua meng lu (春花夢露, Chun hua meng lu) – rendező: Lin Cseng-seng (林正盛, Lin Cheng-sheng)
  - Kauas pilvet karkaavat (Gomolygó felhők) – rendező: Aki Kaurismäki
- Ifjúság díja külföldi filmnek: Layla Lavan[7][8] – rendező: Arnon Zadok
- Ifjúság díja francia filmnek: *Les aveux de l’innocent[9] – rendező: Jean-Pierre Améris